# Taylorcraft L-2
Die Taylorcraft L-2 Grasshopper war ein leichtes Verbindungs- und Aufklärungsflugzeug der US-Armee.

## Übersicht
Das Vorkriegsmuster Taylorcraft Model D Tandem Trainer wurde von der Armee als O-57 bezeichnet und erfolgreich einer Einsatzprüfung im Sommer 1941 in Louisiana und Texas unterzogen. Als die USA kurze Zeit später in den Zweiten Weltkrieg eintraten, wurde die O-57 in ähnlicher Weise wie die Ballons des Ersten Weltkrieges zur Beobachtung feindlicher Truppen, als Artilleriebeobachter und für Kurierflüge zwischen den eigenen Stellungen eingesetzt. Überall, wo der Einsatz von kurzen, unbefestigten Start- und Landeplätzen gefordert war, kam die O-57 oder ähnliche Muster zum Einsatz. Einer Bestellung von 70 Exemplaren der O-57 folgte die Auslieferung einer verbesserten Version mit Funkgerät und verbesserter Rundumsicht von etwa 340 Exemplaren mit der Bezeichnung O-57A.
1942 wurde der Kennbuchstabe für Verbindungs- und Beobachtungsflugzeuge von „O“ in „L“ geändert (s. Bezeichnungssystem für Luftfahrzeuge vor 1962). So wurde die O-57 in L-2 umbenannt. Verbesserungen führten zu den Versionen L-2B und L-2M, einige zivile Modelle von Taylorcraft wurden als L-2C und L-2L der Armee überstellt. Von einer Version ohne Motor zur Schulung von Lastenseglerpiloten (hauptsächlich als Vorbereitung für die Landung in der Normandie) wurden 253 Stück als Taylorcraft TG-6 produziert. Nach dem Zweiten Weltkrieg versahen manche L-2 Dienst in den Luftwaffen verschiedener Länder, andere gingen an zivile Besitzer, die sie als günstige „Warbirds“ weiterbetrieben.
Den Beinamen „Grasshopper“ (zu deutsch: Heuschrecke), den die L-2 unmittelbar nach der Indienststellung von den Soldaten bekam, teilte sie sich mit der Piper L-4, der Aeronca L-3 und der Interstate L-6.

## Produktion
| Baumuster                   | gelieferte Stückzahl |
| --------------------------- | -------------------- |
| YO-57 (ab Anfang 1942: L-2) | 4                    |
| O-57 (L-2)                  | 21                   |
| O-57A (L-2A)                | 336                  |
| L-2A                        | 140                  |
| L-2B                        | 490                  |
| L-2M                        | 900                  |

Gesamtproduktion: 1891 Maschinen. Hierzu kamen 52 requirierte zivile Taylorcraft unterschiedlicher Versionen, die die Bezeichnungen L-2C, L-2D, L-2E, L-2F, L-2G, L-2H und L-2J erhielten.
Abnahme der Taylorcraft L-2 durch die USAAF:
| Version | 1941 | 1942 | 1943  | 1944 | SUMME |
| ------- | ---- | ---- | ----- | ---- | ----- |
| L-2     | 24   | 529  | 1.161 | 226  | 1.940 |
| TG-6    |      | 253  |       |      | 253   |
| SUMME   | 24   | 782  | 1.161 | 226  | 2.193 |

## Technische Daten
| Kenngröße             | Daten               |
| --------------------- | ------------------- |
| Länge                 | 6,93 m              |
| Spannweite            | 10,97 m             |
| Höhe                  | 2,03 m              |
| Leergewicht           | 397 kg              |
| Maximales Gewicht     | 590 kg              |
| Motorbezeichnung      | Continental O-170-3 |
| Leistung              | 65 PS (Start)       |
| Höchstgeschwindigkeit | 164 km/h            |
| Einsatzradius         | 365 km              |
| Dienstgipfelhöhe      | 3.657 m             |

## Erhaltene Exemplare
Die einzige in Europa erhalten gebliebene L-2 ist eine L-2M (USAAF-Seriennummer 43-26123), die 2023 in Saint-André-de-l’Eure von einem privaten Besitzer wieder flugfähig gemacht werden soll.